# Annie Savarin
Annie Savarin, née le 10 décembre 1940, est une actrice française.
Décédée le 16 juin 2025 à Paris

## Biographie
Elle est connue au cinéma pour avoir donné la réplique à Jean Gabin dans Le Jardinier d'Argenteuil, mais également à Bourvil, Annie Girardot, Pierre Brasseur, Jeanne Moreau (chez l'Anglais Tony Richardson), Pierre Richard, Christian Clavier, Coluche, et bien d'autres. À la télévision, Annie Savarin est connue par toute une génération, pour avoir joué brièvement le rôle de Mélanie, dans la sitcom à succès des années 1990 : Le Miel et les Abeilles sur TF1 . 
De sa longue carrière qui traverse les générations, on retient qu'elle a été dirigée par de grands noms du cinéma français, aussi différents que : Claude Autant-Lara, Pierre Etaix, Jacques Demy, Louis Malle, Joël Séria, Georges Lautner, Francis Girod, Jean-Claude Brialy, Jean-Pierre Mocky, Yves Robert, Patrick Braoudé, Gérard Jugnot, Claude Miller ...
Elle tient le principal rôle féminin dans Paradiso de Christian Bricout, film récompensé par le Prix Jean Vigo.

## Théâtre
- 1966 : Baby Hamilton de Maurice Braddell et Anita Hart, mise en scène Christian-Gérard, Théâtre de la Porte-Saint-Martin
- 1970 : La Puce à l'oreille de Georges Feydeau, mise en scène Jacques Charon, Théâtre des Célestins
- 1972 : Le Faiseur de Honoré de Balzac, mise en scène Pierre Franck, Théâtre Montansier, Théâtre des Célestins, tournée
- 1973 : L'Arc de triomphe de Marcel Mithois, mise en scène Jacques Charon, Théâtre Saint-Georges
- 1984 : Désiré de Sacha Guitry, mise en scène Jean-Claude Brialy, théâtre Édouard VII
- 1985 : Tailleur pour dames de Georges Feydeau, mise en scène Bernard Murat, Théâtre des Bouffes-Parisiens
- 1987 : L’Hurluberlu de Jean Anouilh, mise en scène Gérard Vergez, Théâtre du Palais-Royal
- 1988 : Si jamais je te pince !... de Eugène Labiche, mise en scène Philippe Rondest, Théâtre des Bouffes-Parisiens
- 1989 : L'Illusionniste de Sacha Guitry, mise en scène Jean-Luc Moreau, Théâtre des Bouffes-Parisiens
- 1991 : La Dame de chez Maxim de Georges Feydeau, mise en scène Bernard Murat, Théâtre Marigny
- 1992 : La Jalousie de Sacha Guitry, mise en scène Jean-Claude Brialy, Théâtre des Bouffes-Parisiens
- 1997 : Panier de crabes[2] de Neil Simon, mise en scène Jacques Rosny, Théâtre Saint-Georges
- 2001: La Boutique au coin de la rue de Miklós László, mise en scène Jean-Jacques Zilbermann, Théâtre Montparnasse

## Filmographie

### Cinéma

#### Longs métrages
- 1963 : Le Magot de Josefa de Claude Autant-Lara
- 1963 : L'Année du bac de José-André Lacour
- 1964 : Déclic et des claques de Philippe Clair
- 1964 : Yoyo de Pierre Étaix
- 1965 : Tant qu'on a la santé de Pierre Étaix
- 1965 : Mademoiselle de Tony Richardson
- 1966 : Le Jardinier d'Argenteuil de Jean-Paul Le Chanois : Thérèse
- 1968 : Le Grand amour de Pierre Étaix
- 1970 : Peau d'Âne de Jacques Demy : la princesse Pioche de La Vergne
- 1970 : Le Souffle au cœur de Louis Malle
- 1971 : Églantine de Jean-Claude Brialy
- 1971 : Chut ! de Jean-Pierre Mocky : une épargnante
- 1973 : Charlie et ses deux nénettes de Joël Séria : la secrétaire
- 1973 : Juliette et Juliette de Rémo Forlani
- 1974 : Opération Lady Marlène de Robert Lamoureux
- 1977 : Paradiso de Christian Bricout (Prix Jean-Vigo) : Mercédès
- 1978 : Les Filles du régiment de Claude Bernard-Aubert
- 1979 : Le Mouton noir de Jean-Pierre Rawson
- 1979 : Gros-Câlin de Jean-Pierre Rawson
- 1980 : La Banquière de Francis Girod
- 1980 : La Boum de Claude Pinoteau : Madame Leblanc
- 1980 : San-Antonio ne pense qu'à ça de Joël Séria
- 1981 : Les Malheurs de Sophie  de Jean-Claude Brialy
- 1981 : Si ma gueule vous plaît... de Michel Caputo
- 1982 : On s'en fout... nous on s'aime de Michel Gérard
- 1982 : Banzaï de Claude Zidi : la passagère à la valise
- 1983 : Flics de choc de Jean-Pierre Desagnat : la concierge
- 1983 : Attention ! Une femme peut en cacher une autre de Georges Lautner : la gardienne de l'école
- 1984 : Le téléphone sonne toujours deux fois !! de Jean-Pierre Vergne : la première victime
- 1987 : La Comédie du travail de Luc Moullet, Hassan Ezzedine et Antonietta Pizzorno : la pompiste
- 1987 : Les Deux Crocodiles de Joël Séria : Suzanne
- 1990 : Lacenaire de Francis Girod : la dame forte
- 1990 : Une époque formidable... de Gérard Jugnot
- 1993 : Les Ténors de Francis de Gueltz (inédit en salles)
- 1993 : Montparnasse-Pondichéry d'Yves Robert
- 1999 : Deuxième vie de Patrick Braoudé
- 2000 : Change-moi ma vie de Liria Bégéja
- 2003 : Les Fautes d'orthographe de Jean-Jacques Zilbermann : l'infirmière
- 2004 : Beur blanc rouge de Mahmoud Zemmouri
- 2006 : Un secret de Claude Miller : Mathilde
- 2011 : On ne choisit pas sa famille de Christian Clavier : Irène

#### Courts métrages
- 1987 : Retour à la boulangerie de Christophe Jankovic
- 1982 : Casting d'Arthur Joffé, diffusé à la télévision dans la collection Télévision de chambre
- 1993 : Un petit travail tranquille de Daniel Cotard
- 1996 : À deux pas des étoiles de Claude Philippot
- 2000 : Mercredi 13 de Nicolas Goetschel

### Télévision

#### Téléfilms
- 1972 : Le Père Goriot de Guy Jorré, d'après Honoré de Balzac : Sylvie
- 1972 : L'Œuf (de Félicien Marceau) de Jean Herman : Madame Lavure
- 1981 : Rioda de Sylvain Joubert : Françoise
- 1982 : Mersonne ne m'aime de Liliane de Kermadec : La marchande de journaux
- 1993 : Famille fou rire : Mélanie
- 1993 : Une femme pour moi de Arnaud Sélignac
- 1996 : Château Magot de Jean-Louis Lorenzi : Adrienne
- 1996 : Mon père avait raison de Roger Vadim
- 1998 : La dame aux camélias de Jean-Claude Brialy
- 2009 : Des mots d’amour, de Christian Bourguignon : Madame Jonquet

#### Séries télévisées
- 1966 : Rouletabille chez les Bohémiens, de Robert Mazoyer : Estève
- 1968 : L'Homme de l'ombre de Guy Jorré, épisode L'engrenage
- 1976 : Les Brigades du Tigre de Victor Vicas, épisode Le cas Valentin
- 1977 : Recherche dans l'intérêt des familles de Philippe Arnal
- 1977 : Les Folies Offenbach, épisode Monsieur Choufleuri restera chez lui de Michel Boisrond
- 1977 : Un juge, un flic de Denys de La Patellière, première saison (1977), épisode : Le Crocodile empaillé
- 1979 : Les Quatre Cents Coups de Virginie de Bernard Queysanne
- 1983 : Les Nouvelles Brigades du Tigre de Victor Vicas, épisode Les fantômes de Noël de Victor Vicas : Armande
- 1989 : Palace
- 1992-1993 : Le Miel et les Abeilles : Mélanie
- 1995 : Belle Epoque
- 2005 : SOS 18 : la grand-mère de Benoît